# 1257

## Události
- založeno Uherské Hradiště
- založena Moravská Třebová
- založeno Menší Město pražské (dnešní Malá Strana)
- založen cisterciácký klášter Záhřeb

## Narození
- 14. října – Přemysl II. Velkopolský, polský král († 8. února 1296)
- Anežka Braniborská , dánská královna jako manželka Erika V. († 29. září 1304)

## Úmrtí
- 23. února – Konstancie Vratislavská, kujavská kněžna z rodu Piastovců (* 1227)
- 8. dubna – Markéta ze Ženevy, savojská hraběnka (* ?)
- 4. června – Přemysl I. Velkopolský, velkopolský kníže (* 1220)
- 15. srpna – Hyacint Krakovský, polský šlechtic, zakladatel dominikánského řádu v Polsku, a světec (* 1183)
- ? – Šagrat Al Durr, vládkyně a spoluvládkyně Egypta (* ?)

## Hlava státu
- České království – Přemysl Otakar II.
- Svatá říše římská – Richard Cornwallský – Alfons X. Kastilský
- Papež – Alexandr IV.
- Anglické království – Jindřich III. Plantagenet
- Francouzské království – Ludvík IX.
- Polské knížectví – Boleslav V. Stydlivý
- Uherské království – Béla IV.
- Aragonské království – Jakub I. Dobyvatel
- Portugalské království – Alfons III.
- Latinské císařství – Balduin II.
- Nikájské císařství – Theodoros II. Laskaris